# 1458 Mineura
1458 Mineura este un asteroid din centura principală, descoperit pe 1 septembrie 1937, de Fernand Rigaux.